# Liste der Monuments historiques in Gourin
Die Liste der Monuments historiques in Gourin führt die Monuments historiques in der französischen Gemeinde Gourin auf.

## Liste der Bauwerke
| Bezeichnung                    | Beschreibung | Standort                 | Kennzeichnung | Schutzstatus | Datum | Bild |
| ------------------------------ | ------------ | ------------------------ | ------------- | ------------ | ----- | ---- |
| Allée couverte von Minguionnet |              | Er-Goat (Lage)           | PA00091205    | Classé       | 1970  |      |
| Kapelle St-Hervé               |              | (Lage)                   | PA00091206    | Classé       | 1922  |      |
| Kapelle St-Nicolas             |              | (Lage)                   | PA00091207    | Inscrit      | 1925  |      |
| Kirche St-Pierre-St-Paul       |              | Place de l’Église (Lage) | PA00091208    | Inscrit      | 1925  |      |
| Manoir de Kerbiquet            |              | Kerbiquet (Lage)         | PA00091209    | Inscrit      | 1934  |      |
| Manoir de Menguionnet          |              | Minguionnet (Lage)       | PA56000020    | Inscrit      | 1999  |      |
| Menhir de Kerbiguet-Lann       |              | Lanner-Bruc-Du (Lage)    | PA00091210    | Classé       | 1969  |      |
| Beinhaus                       |              | Place de l’Église (Lage) | PA00091211    | Inscrit      | 1930  |      |

## Liste der Objekte
- Monuments historiques (Objekte) in Gourin in der Base Palissy des französischen Kultusministeriums